# جوسيه آرثر سانتشيز فيلهو
جوسيه آرثر سانتشيز فيلهو (بالبرتغالية: José Arthur Sanches Filho‏) المعروف باسم آرثر سانتشيز (ولد في 28 مارس 1988) هو لاعب كرة قدم برازيلي يلعب مع السيلية في قطر.